# Рыбная булочка

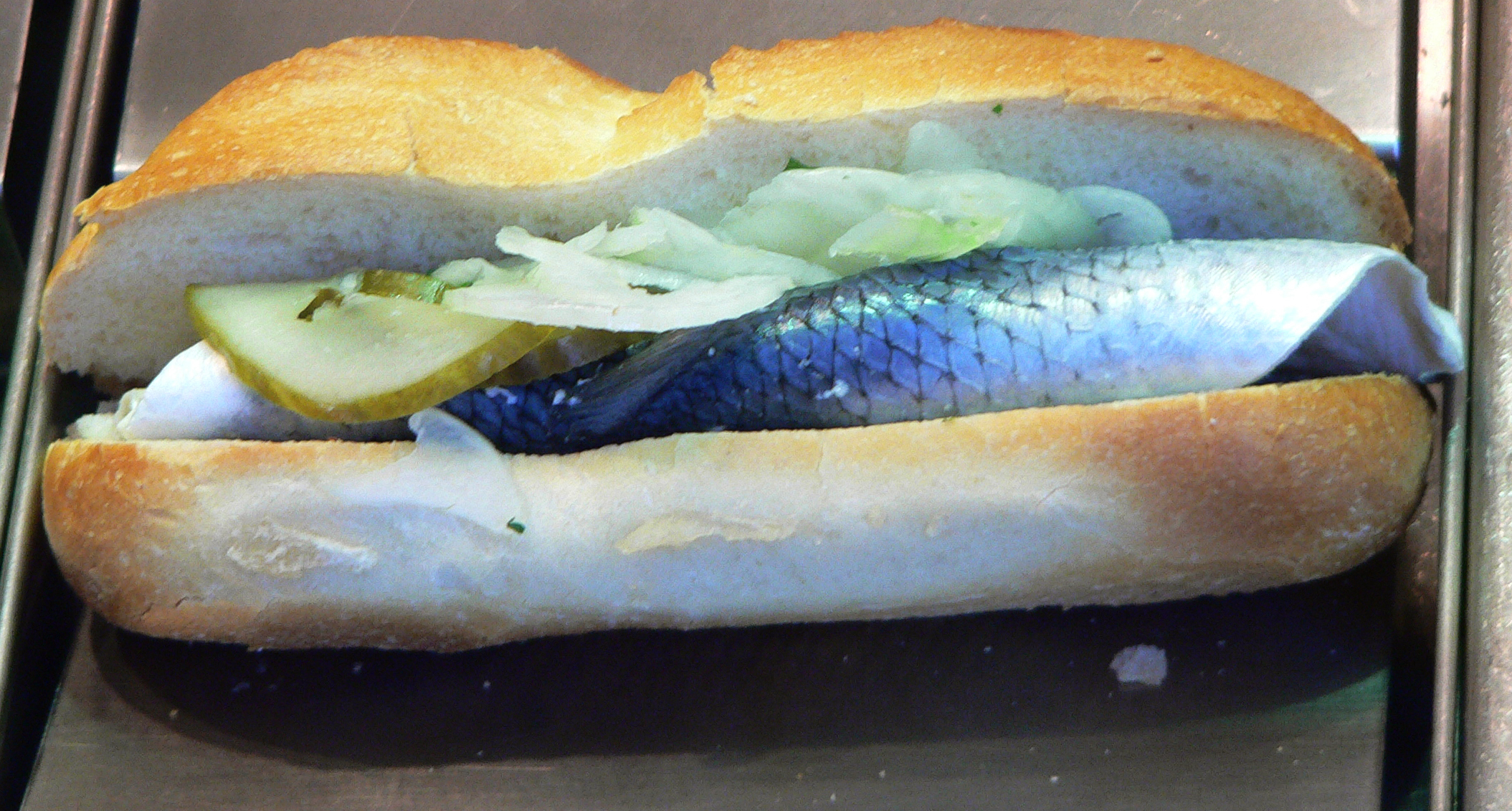
Самый популярный вариант рыбной булочки — с сельдью «Бисмарк», солёным огурцом и луком

Рыбная булочка (нем. Fischbrötchen) — бутерброд на белой булочке с рыбой или морепродуктами. Рыбные булочки часто входят в ассортимент уличных киосков-закусочных и рыбных лавочек на севере Германии.
Для начинки рыбных булочек используют сельдь «Бисмарк», маринованную сельдь, сельдь, жаренную в маринаде, рольмопсы, шпроты, «локоны Шиллера», сёмгу, атлантическую скумбрию и другую рыбу, а также креветки. Рыбные булочки также начиняют рыбными фрикадельками и рыбными палочками и фишбургерами, которые по аналогии с гамбургерами называют «бремерами». В булочку с солёной рыбой кладут репчатый лук и солёные огурцы, а с жареной — ремулад.